# Weg-Distel
Die Weg-Distel (Carduus acanthoides), auch Weg-Ringdistel und Bärenklauartige Distel genannt, ist eine Pflanzenart aus der Gattung der Ringdisteln (Carduus) innerhalb der Familie der Korbblütengewächse (Asteraceae).

## Beschreibung

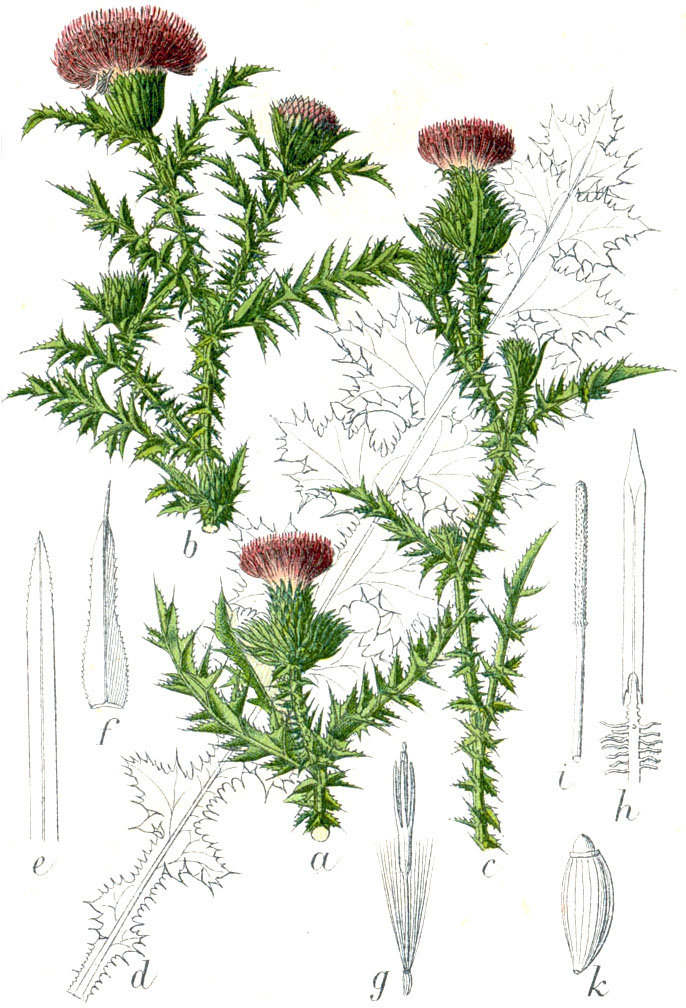
Illustration

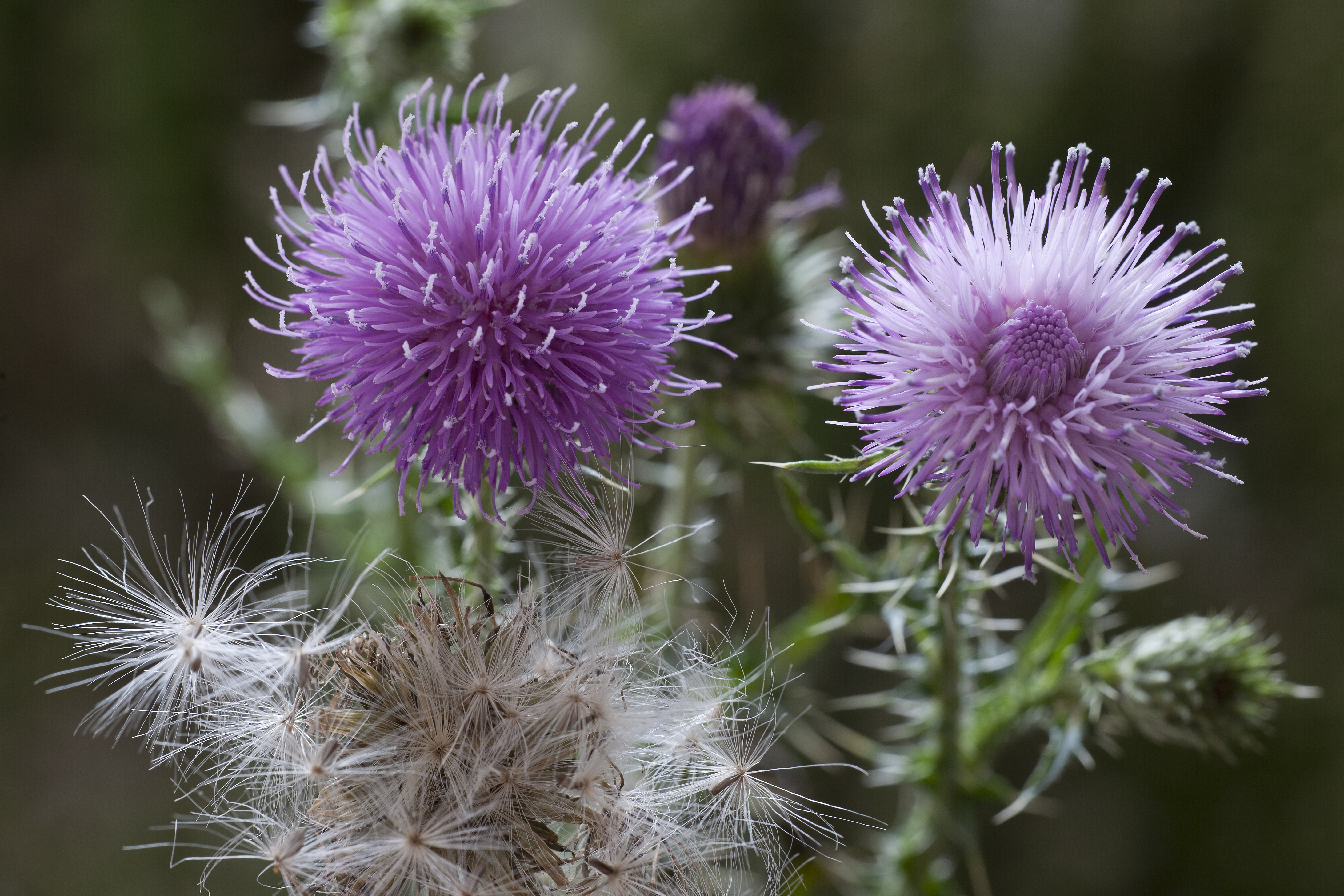
Blütenkörbe und Achänen mit Pappus

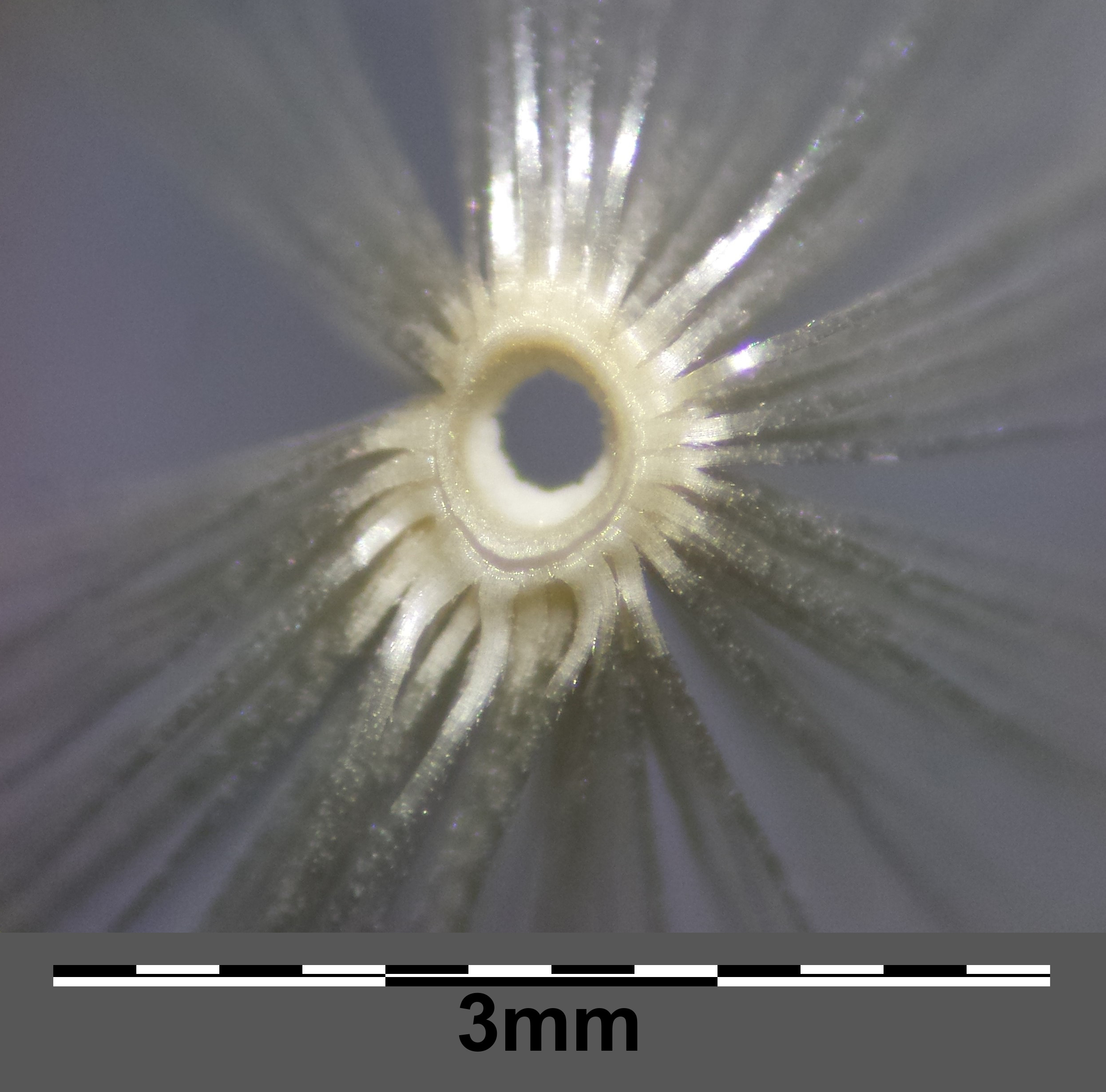
Pappusunterseite: die Pappushaare sind zu einem Ring verwachsen, was der Gattung den deutschsprachigen Trivialnamen Ringdistel gab.

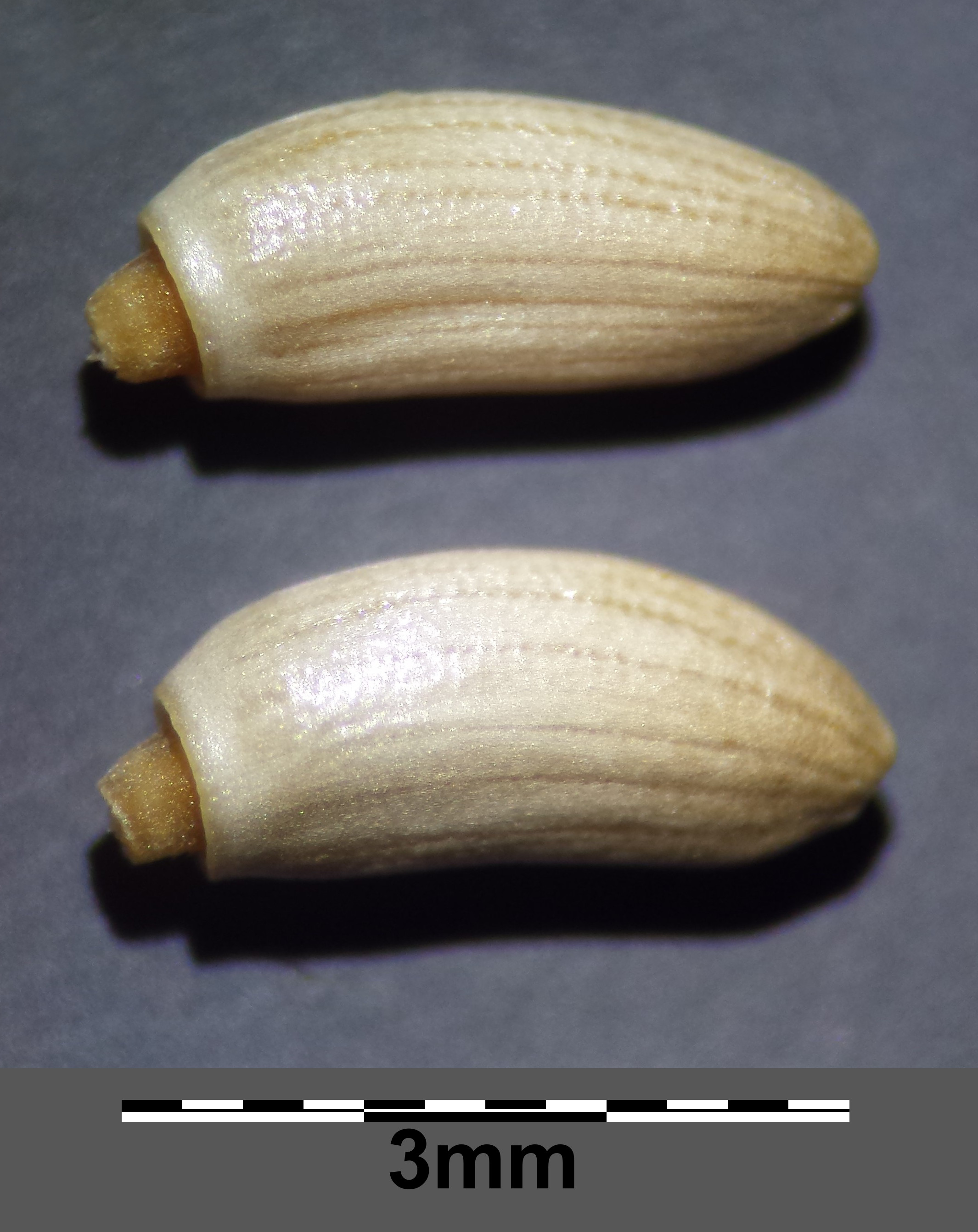
Achänen

### Vegetative Merkmale
Die Weg-Distel ist eine zweijährige krautige Pflanze, die Wuchshöhen von 30 bis 120 Zentimetern erreicht. Ihr aufrechter Stängel ist von der Mitte ab oder erst im oberen Teil verzweigt, dornig geflügelt und fast bis zum oberen Ende beblättert.
Die Laubblätter sind im Umriss länglich-lanzettlich und fiederspaltig bis fiederlappig. Die eiförmigen, dornig gelappten oder dornig gezähnten rhombischen oder dreieckigen Blattabschnitte besitzen 4 bis 7 Millimeter lange, derbe Dornen. Die unteren Laubblätter sind breit stielartig verschmälert, die übrigen sind geflügelt am Stängel herablaufend. Alle Laubblätter sind gras-grün und kahl oder unterseits krausig behaart.

### Generative Merkmale
Die Blütezeit reicht von Juni bis September. Die Blütenkörbchen stehen auf kurzen Blütenstandsschäften einzeln bis zu dritt und weisen einen Durchmesser von 12 bis 25 Millimeter auf. Die Korbhülle ist bei einer Länge von 20 bis 25 Millimetern eiförmig-kugelig und kaum behaart. Die Hüllblätter sind bei einer Breite von kaum 1 Millimeter linealisch-lanzettlich, in einen kurzen gelblichen Dorn zugespitzt und an der Spitze zurückgekrümmt. Die Hüllblätter sind bleich-grün und etwas spinnwebig miteinander verwebt. Die mittleren Hüllblätter sind nicht eingeschnürt. Die Blütenkrone ist hell-purpurfarben und zweilippig.
Die Achänen sind 3 bis 3,5 Millimeter lang, fein punktiert und oliv-grün.
Die Chromosomenzahl beträgt 2n = 22.

## Ökologie
Die Weg-Distel ist ein zweijähriger Hemikryptophyt, eine Pionierpflanze und ein Kulturbegleiter. Die Bestäubung erfolgt durch Bienen und Hummeln. Die Diasporen, es sind die Achänen mit ihrem Pappus, werden durch den Wind ausgebreitet.
Gallbildungen werden durch die Bohrfliege Urophora solstitialis und durch eine Eriophyiden-Art hervorgerufen. Die Weg-Distel ist Wirtspflanze für die Pilzarten: Erysibe cichoriacearum, Leptosphaeria purpurea, Ophiobolus acuminatus, Bremia lactucae, Puccinia cirsii und Ustilago cardui.

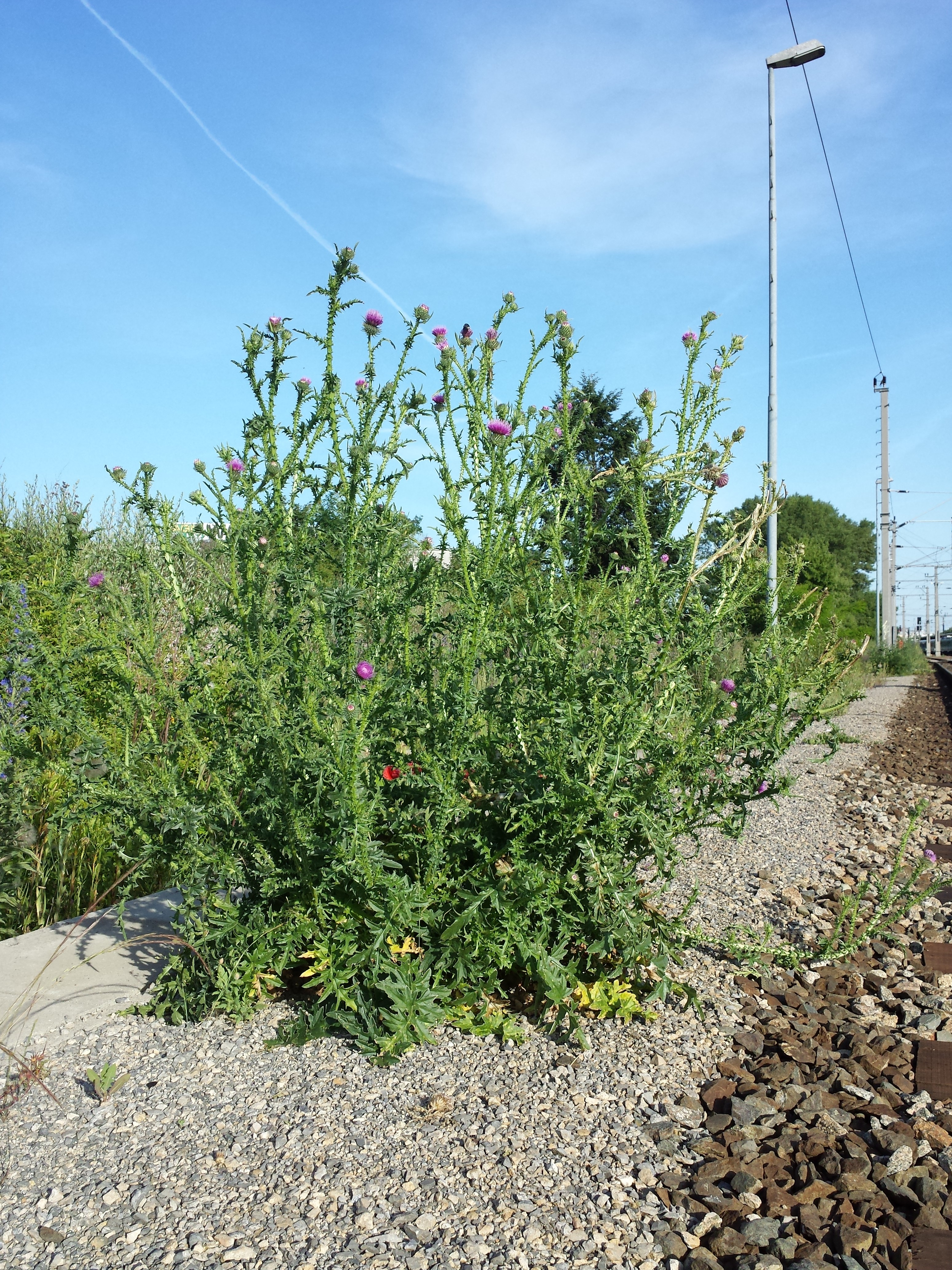
Habitus, Laubblätter und Blütenkörbe an typischen Standort

## Vorkommen
Die Weg-Distel ist ein gemäßigt-kontinentales (bis submediterranes) Florenelement. Sie ist von Mittel- über Osteuropa bis zum Kaukasusraum, Vorderasien und China weitverbreitet und kommt südlich bis Nordgriechenland vor. Die Weg-Distel fehlt in Südwesteuropa. In Skandinavien und England kommt sie nur synanthrop vor. Sie ist in Nordamerika, Neuseeland, Argentinien und Uruguay ein Neophyt.
Die Weg-Distel kommt zerstreut in staudenreichen oder offenen Unkrautfluren, an Wegen, Schutt- und Verladeplätzen oder in Viehlägern vor. Sie wächst vorwiegend auf stickstoffreichen und meist basenreichen Böden an warmen Standorten. Nach Ellenberg ist sie eine Volllichtpflanze und eine Verbandscharakterart der Wärmebedürftigen Distelgesellschaften (Onopordion acanthii). Sie steigt in Bayern am Hochgern bis in eine Höhenlage von 1600 Metern auf.
In der Schweiz kommt sie nur vereinzelt im Mittelland und im Jura vor. Die ökologischen Zeigerwerte nach Landolt et al. 2010 sind in der Schweiz: Feuchtezahl F = 1w (sehr trocken aber mäßig wechselnd), Lichtzahl L = 4 (hell), Reaktionszahl R = 3 (schwach sauer bis neutral), Temperaturzahl T = 4+ (warm-kollin), Nährstoffzahl N = 4 (nährstoffreich), Kontinentalitätszahl K = 4 (subkontinental).

## Systematik
Die Erstveröffentlichung von Carduus acanthoides erfolgte 1753 durch Carl von Linné in Species Plantarum, Tomus II, S. 821. Linné hatte den Namen von Johann Bauhin (1541–1613) übernommen. Synonyme für Carduus acanthoides L. sind: Carduus camporum Boiss., Carduus fortior Klokov, Carduus martrinii Martrin-Donos, Carduus murfatlarii Nyár. & Prodan, Carduus polyacanthus Schreb., Carduus thessalus Boiss. & Heldr., Carduus velebiticus Borbás und Carduus medius subsp. martrinii (Martrin-Donos) Kazmi.
Je nach Autor gibt es etwa zwei Unterarten:
- Carduus acanthoides subsp. acanthoides: Sie kommt im europäischen und asiatischen Teil der Türkei vor.[2]
- Carduus acanthoides subsp. sintenisii Kazmi: Sie kommt nur im asiatischen Teil der Türkei vor.[2]

## Trivialnamen
Für die Weg-Distel bestehen bzw. bestanden, zum Teil auch nur regional, auch die weiteren deutschsprachigen Trivialnamen: Bärenklaudistel (Schlesien), Dästel (Siebenbürgen), Diessel (Ostfriesland), Dizeln (Göttingen) und Stickel (Ostfriesland).